# متوکلوپرامید
متوکلوپرامید (به انگلیسی: Metoclopramide) یا پلازیل، دارویی است که اغلب برای مشکلات معده و مری استفاده می‌شود. این دارو معمولاً برای درمان و جلوگیری از حالت تهوع و استفراغ استفاده می‌شود. این دارو همچنین برای کمک به تخلیهٔ معده در افراد مبتلا به تأخیر در تخلیهٔ معده و همچنین افرادی با مشکل بازگشت اسید از معده به مری (ریفلاکس) استفاده می‌شود. متوکلوپرامید همچنین برای درمان سردردهای میگرنی استفاده می‌شود.
اثرات جانبی رایج این دارو عبارت‌اند از احساس خستگی، اسهال و احساس بی‌قراری. عوارض جانبی جدی‌تر متوکلوپرامید عبارت‌اند از اختلالات حرکتی مانند دیسکینزی دیررس ، وضعیتی با نام نشانگان نورولپتیک بدخیم و افسردگی. بنابراین به‌ندرت توصیه می‌شود که افراد، این دارو را بیش از دوازده هفته مصرف کنند. هیچ مدرکی مبنی بر آسیب جنین پس از مصرف این دارو توسط تعداد زیادی از زنان باردار یافت نشده است. این دارو متعلق به گروهی از داروهای شناخته‌شده با عنوان آنتاگونیست‌های گیرندهٔ دوپامین است و به‌عنوان یک پروکینتیک عمل می‌کند.
در سال ۲۰۱۲، متوکلوپرامید یکی از ۱۰۰ دارو با بیشترین تجویز در ایالات متحده بود. این دارو به‌عنوان یک داروی ژنریک در دسترس است. این دارو همچنین در فهرست داروهای ضروری سازمان جهانی بهداشت قرار دارد.

## مکانیسم اثر و دفع
با مهار گیرنده های دوپامین در گیرنده های شیمیایی ناحیه ماشه ای عمل می کند و اثر ضد استفراغ اعمال می کند. دارو موجب افزایش تون اسفنکتر گاستروازوفاژیال و تحریک دستگاه گوارش فوقانی می شود. جذب گوارشی سریع و کامل است. انتشار وسیعی در سراسر بدن دارد. بخش کوچکی از دارو در کبد متابولیزه می شود. عمدتاً در ادرار و مدفوع دفع می شود.

## موارد مصرف

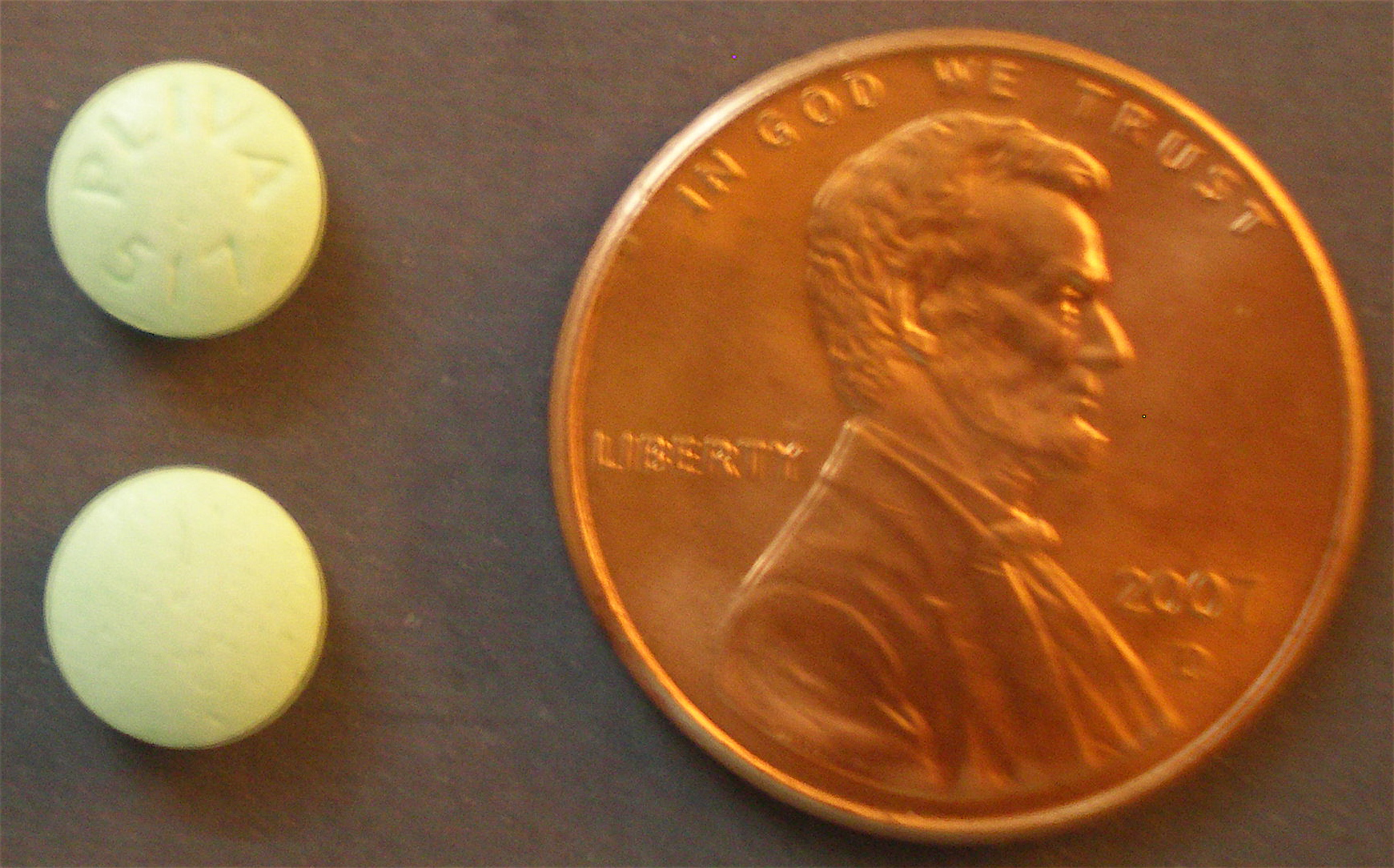
قرص‌های ۵ میلی‌گرمی متوکلوپرامید

### تهوع
متوکلوپرامید معمولاً در درمان تهوع و استفراغ مرتبط با شرایطی مانند اورمی، مسمومیت پرتوی، سرطان و اثرات شیمی‌درمانی، زایمان، عفونت و داروهای تهوع‌آور استفاده می شود. برای درمان تهوع و استفراغ پس از بیهوشی و جراحی، دوز مؤثر متوکلوپرامید، معمولاً بیشتر از میزان معمول آن (۱۰ میلی‌گرم) است و تا میزان ۲۵-۵۰ میلی‌گرم، افزایش می‌یابد. این دارو همچنین هنگام جابه‌جایی برخی بیماران هشیار مستعد به تهوع یا استفراغ، به‌صورت پیشگیرانه توسط پرسنل اورژانس، تجویز می‌شود.
این دارو در زنان باردار به‌عنوان دومین گزینه برای درمان استفراغ تند بارداری (تهوع و استفراغ شدید بارداری‌) تجویز می‌شود.

### میگرن
در سردردهای میگرنی، متوکلوپرامید ممکن است به‌صورت همراه با استامینوفن یا همراه با آسپرین تجویز شود.

### مشکلات گوارشی
متوکلوپرامید برای درمان بیماری ریفلاکس معده استفاده می‌شود. شواهد همچنین استفاده از متوکلوپرامید را برای بیماران مبتلا به فلج معده تأیید می‌کنند. تا سال ۲۰۱۰، این دارو تنها دارویی بود که توسط سازمان غذا و داروی آمریکا برای این بیماری تأیید شده بود.

### افزایش شیردهی
با وجود این‌که متوکلوپرامید برای افزایش شیردهی مادران استفاده می‌شود، شواهد مبنی بر اثربخشی آن در این مورد، ضعیف است. ایمنی مصرف آن برای چنین استفاده‌ای نیز نامشخص است.

### کاربرد تشخیصی
تزریق وریدی متوکلوپرامید در بررسی‌های رودهٔ کوچک، تنقیهٔ رودهٔ کوچک و تخلیهٔ رادیونوکلئید معده استفاده می‌‌شود تا مدت‌زمان لازم برای عبور باریم از روده‌ها را کاهش دهد، در نتیجه، کل زمان مورد نیاز برای این روش‌، کاهش می‌یابد. متوکلوپرامید همچنین از استفراغ پس از مصرف خوراکی باریم جلوگیری می کند.

### در دامپزشکی
متوکلوپرامید معمولاً برای جلوگیری از استفراغ در گربه‌ها و سگ‌ها و همچنین به‌عنوان یک محرک روده در خرگوش‌ها مورد استفاده است.

## عوارض جانبی
عوارض ناخواستهٔ دارویی رایج مرتبط با مصرف متوکلوپرامید شامل بی‌قراری حرکتی و دیستونی کانونی است. عوارض جانبی غیرمعمول آن شامل افزایش فشار خون، افت فشار خون، هایپرپرولاکتینمی منجر به شیرریزش، سردرد و برخی عوارض خارج هرمی است.
متوکلوپرامید ممکن است شایع‌ترین علت اختلالات حرکتی ناشی از دارو باشد. خطر عوارض خارج هرمی در افراد زیر ۲۰ سال و با مصرف دوزهای بالا و مصرف طولانی‌مدت افزایش می‌یابد. دیسکینزی دیررس ممکن است در برخی افراد، پایدار و غیرقابل‌برگشت باشد. بیشترِ موارد دیسکینزی دیررس در افرادی رخ می‌دهد که بیش از سه ماه از متوکلوپرامید استفاده کرده‌اند. در نتیجه، سازمان غذا و داروی ایالات متحده (FDA) توصیه می‌کند که متوکلوپرامید برای درمان کوتاه‌مدت و ترجیحاً کمتر از ۱۲ هفته استفاده شود. این سازمان در سال ۲۰۰۹ از تمامی سازندگان متوکلوپرامید خواست تا هشداری را بر روی بسته‌بندی‌های این دارو در مورد خطر دیسکینزی دیررس به‌دنبال استفادهٔ مزمن یا با دوز بالا از این دارو درج کنند.
واکنش‌های دیستونیک ناشی از مصرف متوکلوپرامید ممکن است با استفاده از بنزاتروپین، دیفن‌هیدرامین، تری‌هگزی‌فنیدیل یا پروسیکلیدین درمان شوند. این‌گونه واکنش‌ها معمولاً با تزریق عضلانی دیفن‌هیدرامین کاهش می‌یابند. داروهای گروه بنزودیازپین نیز ممکن است در کاهش عوارض جانبی متوکلوپرامید، مفید باشند، اما فواید آن‌ها در این رابطه معمولاً کم است و آرام‌بخشی و سستی ناشی از مصرف آن‌ها می‌تواند به‌نوبهٔ خود، مشکل‌ساز باشد.
در برخی موارد، بی‌قراری حرکتی ناشی از مصرف متوکلوپرامید، مستقیماً با سرعت انفوزیون در هنگام تجویز وریدی مرتبط است. عوارض جانبی معمولاً در ۱۵ دقیقهٔ اول پس از تزریق متوکلوپرامید، نمایان می‌شوند.

### عوارض جانبی نادر
دیابت، سن بالا و جنسیت مؤنث، عوامل خطری هستند که احتمال تجربهٔ یک عارضهٔ جانبی عصبی یا روانی متوکلوپرامید را افزایش می‌دهند.
این عوارض، عبارت‌اند از:
- اختلال هراس[۲۲]
- اختلال افسردگی عمده[۲۲]
- برزن‌هراسی[۲۲]
- آگرانولوسیتوز، تندتپشی فوق بطنی، هایپرآلدوسترونیسم، نشانگان نورولپتیک بدخیم و دیسکینزی دیررس
- مت‌هموگلوبینمی[۱۲]

### در زنان باردار
متوکلوپرامید برای مدت طولانی در تمام مراحل بارداری بدون وجود هیچ‌گونه شواهدی مبنی بر آسیب به مادر یا جنین استفاده می‌شود. در یک مطالعهٔ هم‌گروهی بزرگ روی نوزادان متولدشده از زنان اسرائیلی که در دوران بارداری در معرض متوکلوپرامید قرار گرفتند، هیچ مدرکی مبنی بر افزایش خطر ناهنجاری‌های مادرزادی، وزن کم هنگام تولد، زایمان زودرس یا مرگ پیرازایشی پیدا نشد.
در یک مطالعهٔ هم‌گروهی بزرگ دیگر در دانمارک هیچ ارتباطی میان استفاده از متوکلوپرامید و سقط جنین پیدا نشد. متوکلوپرامید از طریق شیر مادر نیز، از بدن دفع می‌شود.

### در نوزادان
در یک بررسی سیستماتیک، طیف وسیعی از پیامدهای گزارش‌شده پس از تجویز متوکلوپرامید برای درمان بیماری ریفلاکس معده (GERD) در نوزادان بررسی شد. شواهد برای تأیید اثربخشی این دارو در نوزادان، "ضعیف" و ایمنی استفاده از آن در نوزادان، "غیرقطعی" ارزیابی شد.

## مکانیسم اثر
به‌نظر می‌رسد متوکلوپرامید به گیرنده های دوپامین دی۲ با میل ترکیبی نانومولاری متصل می‌شود که در آن یک آنتاگونیست گیرنده است و همچنین آنتاگونیست گیرندهٔ ۳ سروتونین و به‌طور توأمان، آگونیستی برای گیرندهٔ ۴ سروتونین است. اثر ضدتهوع متوکلوپرامید به‌دلیل فعالیت آنتاگونیستی آن بر گیرنده‌های دی۲ در ناحیهٔ تحریک گیرندهٔ شیمیایی در دستگاه عصبی مرکزی است. این سازوکار، از حالت تهوع و استفراغ ناشی از بیشتر محرک‌ها، جلوگیری می‌کند. در دوزهای بالاتر، فعالیت آنتاگونیستی متوکلوپرامید بر گیرندهٔ ۳ سروتونین نیز ممکن است به اثر ضداستفراغ آن، کمک کند.

## تداخل دارویی

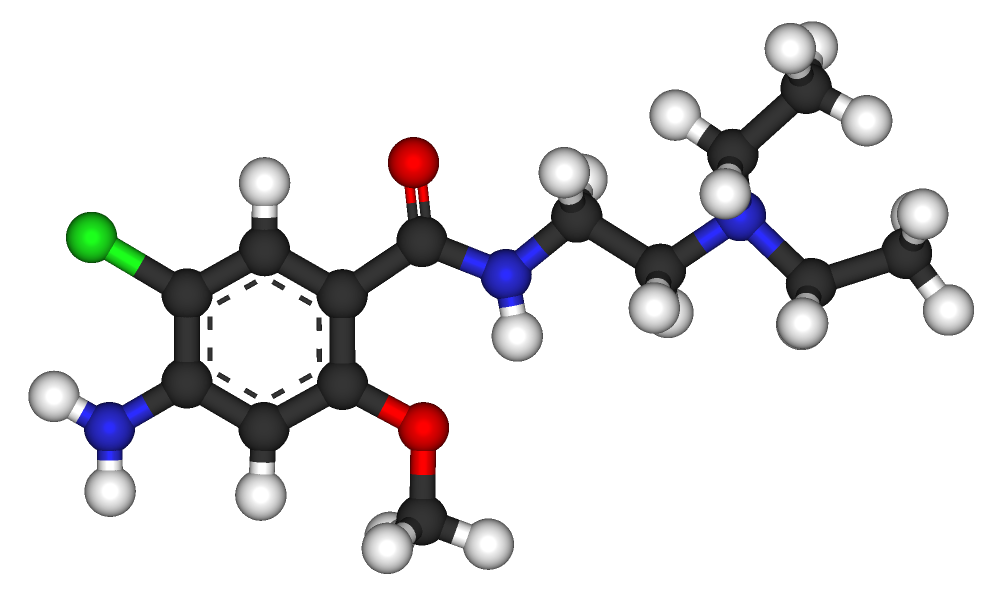
شکل فضایی متوکلوپرامید

متوکلوپرامید در مبتلایان به فئوکروموسیتوما منع مصرف دارد. در بیماری پارکینسون باید با احتیاط مصرف شود زیرا به‌عنوان آنتاگونیست دوپامین ممکن است علائم پارکینسون را تشدید کند. در افراد مبتلا به افسردگی بالینی باید از مصرف طولانی‌مدت آن اجتناب شود، زیرا ممکن است وضعیت روانی فرد را بدتر کند. برای افراد مشکوک به انسداد روده، افراد مبتلا به صرع، در مواردی که جراحی معده در سه یا چهار روز پیش انجام شده باشد و در افرادی که سابقهٔ خون‌ریزی، سوراخ یا انسداد معده داشته باشند و همچنین برای نوزادان، منع مصرف دارد.
در سال ۲۰۱۱ ایمنی مصرف متوکلوپرامید توسط آژانس دارویی اروپا مورد بررسی قرار گرفت و مشخص شد که این دارو نباید در دوزهای بالا، برای دوره‌های بیش از پنج روز تجویز شود یا به کودکان زیر یک سال داده شود. پیشنهاد شد که استفاده از آن در کودکان بزرگ‌تر، باید تنها به درمان تهوع و استفراغ پس از شیمی‌درمانی یا پس از جراحی، محدود شود و تنها برای بیمارانی تجویز شود که سایر درمان‌ها در آن‌ها با شکست روبه‌رو شده است. برای بزرگسالان، توصیه می‌شود که تجویز آن تنها به درمان افراد مبتلا به میگرن و بیماران مبتلا به تهوع پس از شیمی‌درمانی یا جراحی، محدود شود.